# Сельское поселение «Ага-Хангил»
Сельское поселение «Ага-Хангил» (бур. Ага Хангилын hомон) — муниципальное образование в составе муниципального района «Могойтуйский район» Агинского Бурятский округа в Забайкальском крае Российской Федерации.
Административный центр — село Ага-Хангил, образованное в 1930 году.

## География
Территория — 3352 га. Представляет собой равнины и плоскогорья.

## Население
| 2010  | 2011  | 2012  | 2013  | 2014  | 2015  | 2016  |
| ----- | ----- | ----- | ----- | ----- | ----- | ----- |
| 1330  | ↘1326 | ↘1269 | ↘1242 | ↘1208 | ↘1142 | ↘1118 |
| 2017  | 2018  | 2019  | 2020  | 2021  |       |       |
| ↘1087 | ↘1063 | ↘1027 | ↘1001 | ↗1030 |       |       |

## Состав сельского поселения
| № | Населённый пункт | Тип населённого пункта       | Население |
| - | ---------------- | ---------------------------- | --------- |
| 1 | Ага-Хангил       | село, административный центр | ↘997      |
| 2 | Гомбын-Хунды     | село                         |           |
| 3 | Хайласан         | село                         |           |

## Местное самоуправление
Глава администрации сельского поселения — Цыдендоржиев Цыден-Батор Гармаевич. Председатель представительного органа — Бабуев Эрдэни Аюшеевич.

## Транспорт
По территории муниципального образования проходит автомобильная дорога федерального значения «Чита — Забайкальск», далее в город Маньчжурия (КНР).

## Почтовый адрес
687450, Забайкальский край, Агинский Бурятский округ, Могойтуйский район, село Ага-Хангил